# Збруч
Збруч (укр. Збруч) — приток Днестра на западе Украины. Протекает по Подольской возвышенности на границе Тернопольской и Хмельницкой областей.
Длина 244 км, площадь бассейна 3395 км². Крупнейшие притоки: Гнилая (пр), Бовенец (лв).
На берегах Збруча расположены Кудринецкий замок, Чернокозинецкий замок, заповедник «Медоборы» и национальный природный парк Подольские Товтры.
В 1772—1793 годах по Збручу шла польско-австрийская граница. В 1793—1809 и 1815—1918 годах Збруч являлся пограничной рекой между Российской империей и Австрийской империей (с 1867 — Австро-Венгрией). В 1921—1939 годах по реке проходила советско-польская граница.
У села Гусятин в 1848 году в реке был найден Збручский идол.